# 小埃阿斯

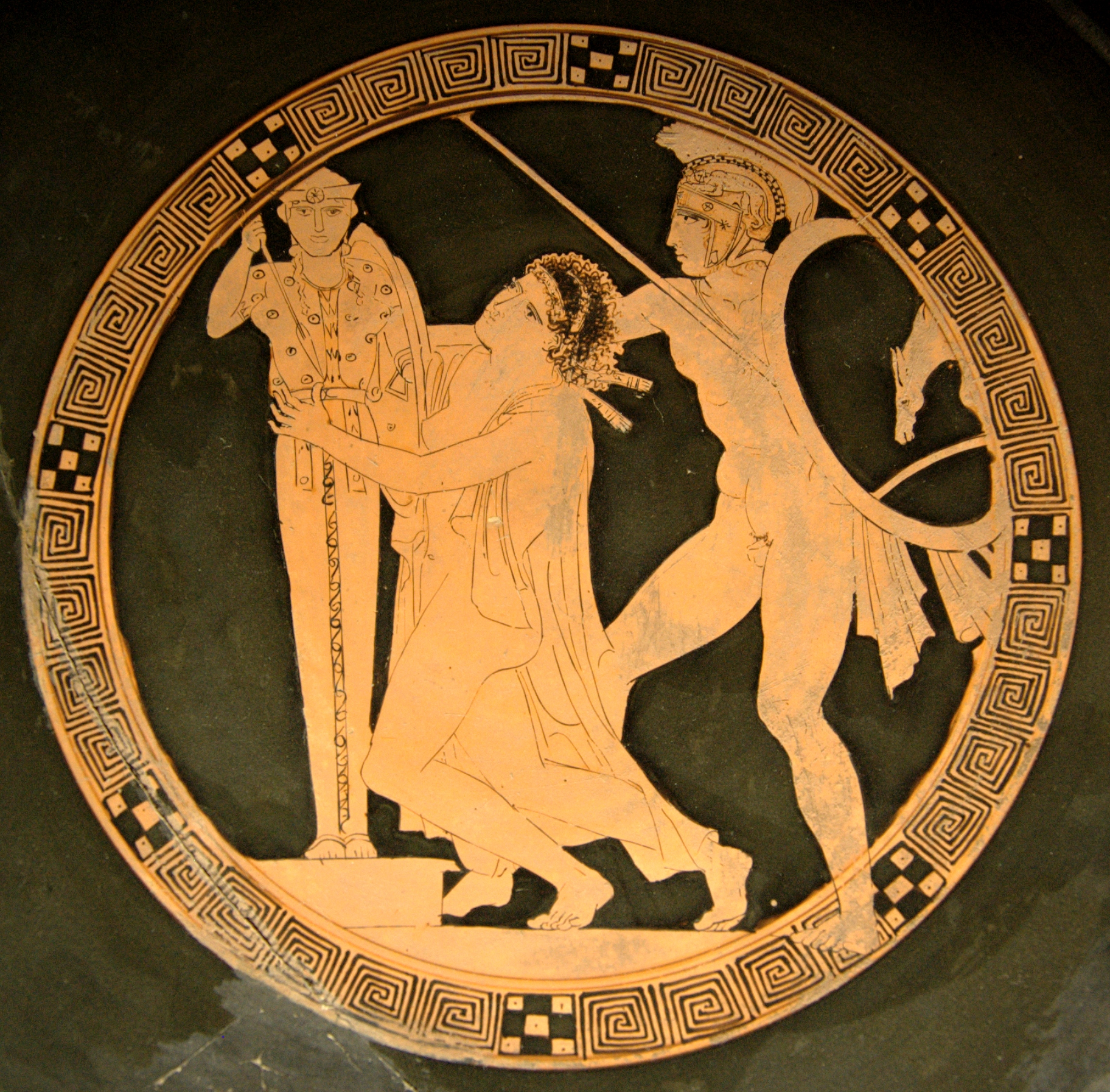
埃阿斯把卡珊德拉从雅典娜的神像前拉走

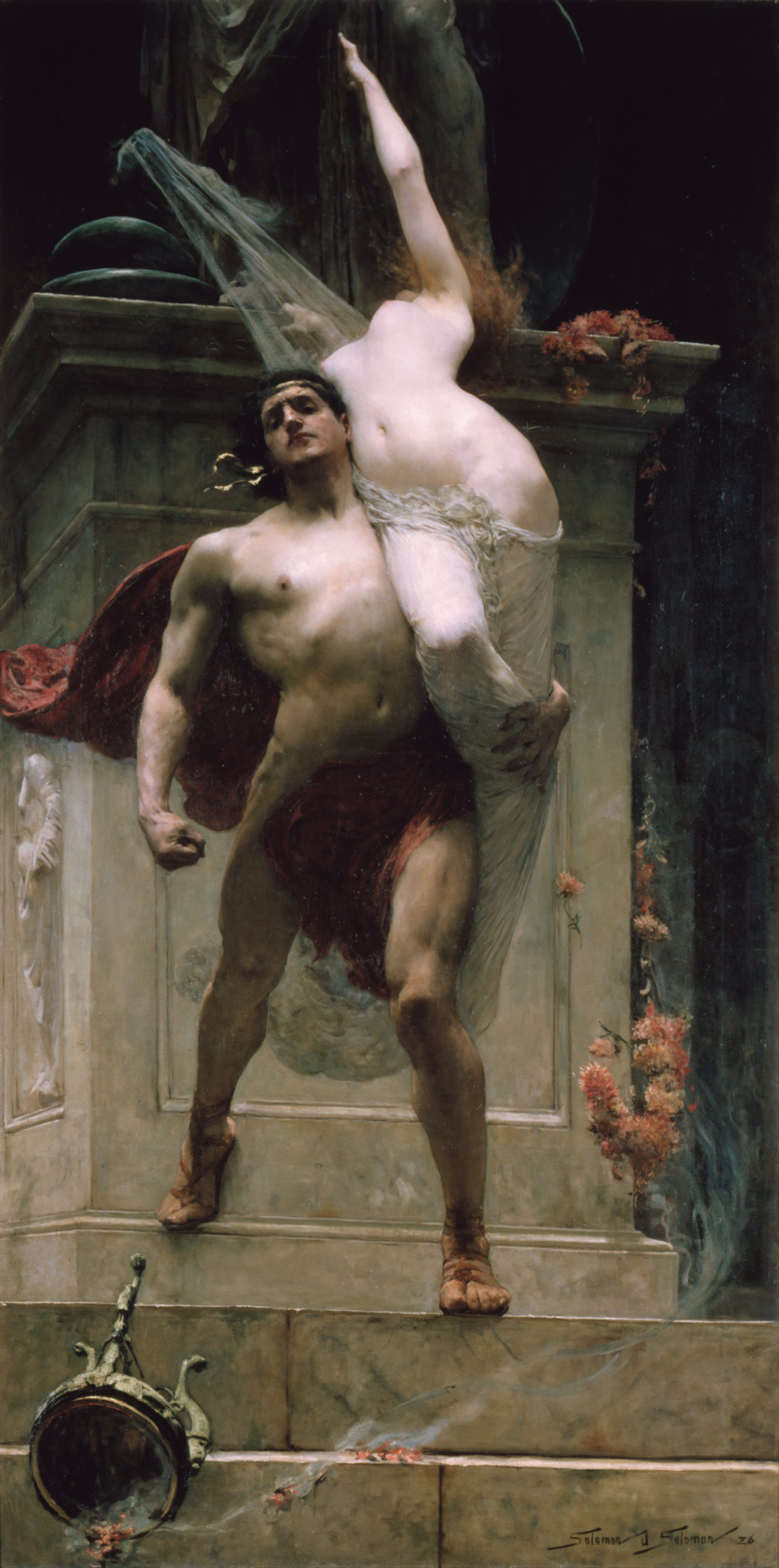
埃阿斯和卡珊德拉 作者为Solomon Joseph Solomon, 1886.

小埃阿斯，是一个希腊神话中的英雄，俄琉斯之子，洛克里斯之王。他被称为“小埃阿斯”用来与忒拉蒙之子大埃阿斯区别开来。他是荷马所著《伊利亚特》的重要人物，也出现在《奥德赛》和维吉尔的《埃涅伊德》。
他的妈妈是Eriopis。根据斯特雷波，他出生在洛克里斯的Naryx。根据《伊利亚特》的记载，他带领着四十艘洛克里斯船队攻打特洛伊。在战场上他穿着亚麻胸甲，勇敢而无畏，他特别擅长投掷标枪，几乎仅次于全希腊第一的阿基里斯。
普特罗克勒斯火葬时做举办的殡葬赛会（以追悼某位名人所举办的小型运动会）时，他与奥德修斯还有安提洛科斯（涅斯托尔的儿子）赛跑，但是喜欢奥德修斯的雅典娜使他绊倒，所以他只得到了第二名。

## 强掳卡珊德拉
有记载提到，在征服特洛伊之后，小埃阿斯冲进雅典娜神殿，把卡珊德拉強行拖出神廟。一说他甚至在神殿强奸了卡珊德拉。奥德修斯因此指控他，然后小埃阿斯就要被乱石砸死。然而他发誓他是清白的，因此没有被处死。也有说这是阿伽门农（特洛伊之战的统帅）編造的，因为阿伽门农想拥有卡珊德拉，而卡珊德拉最後亦為阿伽门农所得。

## 葬身大海
埃阿斯的行为令雅典娜非常愤怒，阿波罗的祭司卡尔克斯警告希腊人说，如果他们不杀死埃阿斯，雅典娜就会把希腊的船队摧毁。即使这样，埃阿斯还是成功地躲在一个不知名神祇的神坛里。然后希腊人就离开了特洛伊，而没有杀死埃阿斯。虽然他们给雅典娜进献了祭物，可是雅典娜还是说服宙斯降下风暴来使很多船只沉没。
最后埃阿斯也离开了特洛伊，雅典娜用闪电攻击他的船，可是由于波塞冬的协助，他还是在趴在一块石头上幸存下来。他于是自吹自擂，说甚至神都不能杀死他（另一说法是他说即使波塞冬沒有帮忙，他也不会死）。波塞冬听到了之后用他的三叉戟把石头弄碎，埃阿斯就这样被淹死了。忒提斯安葬了他。他死后的灵魂来到Leuce岛（即今日黑海的蛇岛）。洛克里斯人把他当做民族英雄来崇拜他。